# Llewellyn Michael Kraus Boelter
Llewellyn Michael Kraus Boelter (Winona, Minnesota, 7 de agosto de 1898 – 27 de julho de 1966) foi um engenheiro mecânico estadunidense, professor de engenharia mecãnica na Universidade da Califórnia em Los Angeles e decano fundador da UCLA Henry Samueli School of Engineering and Applied Science.
No final da década de 1920 Boelter obteve proeminência por seu trabalho na área de transmissão de calor, tendo investigado a transmissão de calor em radiadores automobilísticos do tipo tubular. F.W. Dittus e Boelter propuseram "uma correlação de transferência de calor convectiva para fluxos turbulentos", que ficou conhecida como a equação de Dittus-Boelter. Boelter recebeu a Medalha ASME de 1957. Recebeu também o Prêmio Memorial Max Jakob de 1962.

## Publicações selecionadas
- Boelter, Llewellyn Michael Kraus, G. Young, and H. W. Iversen. An investigation of aircraft heaters. University of California, Department of Engineering, 1946.
- Boelter, L. M. K., G. Young, and H. W. Iversen. An Investigation of Aircraft Heaters XXVII: Distribution of Heat-transfer Rate in the Entrance Section of a Circular Tube. NACA Technical Note No. 1451, 1948.
- Boelter, Llewellyn Michael Kraus. Heat transfer notes. Univ of California Press, 1948.
- Seifert, Howard S., and Llewellyn Michael Kraus Boelter, eds. Space Technology. Vol. 1. Wiley, 1959.

Artigos selecionados
- F.W. Dittus, L.M.K. Boelter. "Heat transfer in automobile radiator Radiator of the tubular type," University of California at Berkley Publ. Eng., 2 (1930), pp. 443–461
- Martinelli, R. C., Boelter, L. M. K., Weinberg, E. B., & Yakahi, S. (1943). "Heat transfer to a fluid flowing periodically at low frequencies in a vertical tube." Trans. Asme, 65(7), 789-798.
- Boelter, L. M. K., HSj Gordon, and J. R. Griffin. "Free evaporation into air of water from a free horizontal quiet surface." Industrial & Engineering Chemistry 38.6 (1946): 596-600.